# Bredforsens naturreservat
Bredforsens naturreservat är ett naturreservat som omfattar en del av nedre Dalälven i Tierps kommun i Uppsala län.
Området är naturskyddat sedan 1999 och är 350 hektar stort. Reservatet består av öar, holmar och fastland med ädla lövträd tidvis översvämmade strandskogar och älvängar.